# Stepan Krylov
Pour les articles homonymes, voir Krylov.
Stepan Ivanovitch Krylov (Степан Иванович Крылов), né le 14 février 1910 dans le Gouvernement de Smolensk sous l'Empire russe, et mort le 28 février 1998 à Saint-Pétersbourg, est un acteur soviétique puis russe, artiste émérite de la RSFSR.

## Biographie
Stepan Krylov naît dans le village Gorodok situé à 5 km de Viazma. En 1927-1928, il travaille à la réparation des lignes du télégraphe, puis, jusqu'en 1931, à la cantine d'une manufacture des tabacs. Il s'inscrit ensuite à l'Académie des arts du théâtre de Saint-Pétersbourg, dans la classe de maître de Sergueï Guerassimov, et obtient son diplôme en 1935. Sa carrière d'acteur commence alors qu'il est encore étudiant, dans le film Vstretchny de Fridrikh Ermler et Sergueï Ioutkevitch, sorti en 1932, mais son nom n'apparait pas dans les titres. Il travaille de 1935 à 1937 aux studios Belarusfilm qu'il quitte pour intégrer la troupe de théâtre Lensoviet. En 1939, l'artiste est décoré de l'ordre de l'Insigne d'Honneur pour l'interprétation du rôle d'Anton Mikhalkov dans le film À la frontière d'Alexandre Ivanov. En 1942-1945, il est acteur de Théâtre de l'Armée rouge de Tachkent. En 1945-1949, il travaille aux studios Lenfilm, puis, en 19498-1957, au Théâtre national d'acteur de cinéma. À partir de 1957, sa carrière se poursuit à Lenfilm où il joue son dernier rôle en 1990, dans le drame d'Alexandre Sokourov Le Deuxième Cercle.
Mort à Saint-Pétersbourg, Stepan Krylov y est enterré au cimetière Ioujnoïe (du Sud) (Южное кладбище).

## Filmographie sélective
- 1932 : Contre-plan (Встречный, Vstrechny) de Fridrikh Ermler et Sergueï Ioutkevitch : ouvrier
- 1934 : Tchapaïev des frères Vassiliev : soldat
- 1935 : Les Amies de Leo Arnchtam : conducteur de train
- 1937 : Les Treize de Mikhaïl Romm : un soldat
- 1943 : Deux combattants de Leonid Loukov : Major Roudoï
- 1950 : Loin de Moscou (Далеко от Москвы, Daleko ot Moskvy) d'Alexandre Stolper : Solntsev, chauffeur
- 1960 : Le Ciel de la Baltique (Балтийское небо) de Vladimir Venguerov : Charapov
- 1960 : Résurrection (Воскресение, Voskresenie) de Mikhail Schweitzer : prisonnier politique
- 1961 : Paix à celui qui entre d'Alexandre Alov et Vladimir Naoumov: lieutenant-colonel Tcherniaïev
- 1962 : L'Enfance d'Ivan d'Andreï Tarkovski : le caporal Katasonov
- 1965 : L'Hyperboloïde de l'ingénieur Garine d'Aleksandr Gintsburg : employé de télégraphe
- 1966 : Dans la ville de S (В городе С) de Iossif Kheifitz : Siniukhine
- 1967 : Le Chef de la Tchoukotka de Vitali Melnikov : Tchekmariov
- 1969 : La Tente rouge de Mikhaïl Kalatozov : le maître d'équipage (non crédité au générique)
- 1969 : Andreï Roublev d'Andreï Tarkovski
- 1981 : Le Début des affaires glorieuses (В начале славных дел) de Sergueï Guerassimov : le malvoyant
- 1990 : Le Deuxième Cercle d'Alexandre Sokourov